# Умершие в марте 1945 года
Это список известных людей, соответствующих установленным критериям значимости (см. Википедия:Критерии значимости персоналий), умерших в марте 1945 года.
Причина смерти указывается лишь в исключительных случаях (убийство, самоубийство, гибель в результате военных действий, смертная казнь, ДТП или несчастные случаи). В остальных случаях — не указывается.

## 1 марта
- Абухов, Константин Васильевич (40) — командир 143-го гвардейского штурмового авиационного полка, гвардии майор, Герой Советского Союза (посмертно); погиб в бою.
- Басманов, Гавриил Иванович (24) — Герой Советского Союза.
- Буторин, Николай Васильевич (32) — Герой Советского Союза.
- Ежов, Николай Герасимович (23) — Герой Советского Союза.
- Камышев, Владимир Николаевич (19) — Герой Советского Союза.
- Коровин, Сергей Артёмович — разведчик 90-й отдельной гвардейской разведроты.
- Лазарев, Сергей Иванович (21) — Герой Советского Союза.
- Леуцкий, Николай Афанасьевич (31) — Герой Советского Союза.
- Меньшиков, Александр Владимирович (26) — Герой Советского Союза.
- Молев, Николай Георгиевич (20) — Герой Советского Союза.
- Нестеренко, Фёдор Григорьевич (21) — Герой Советского Союза.
- Павлов, Василий Васильевич (29) — Герой Советского Союза.
- Щербаков, Пётр Павлович (32) — Герой Советского Союза.
- Юдин, Иван Данилович (35) — Герой Советского Союза.
- Юшков, Михаил Афанасьевич (22) — Герой Советского Союза.

## 2 марта
- Анатолий Кобликов — участник Великой Отечественной войны, Герой Советского Союза.
- Василий Коннов — участник Великой Отечественной войны, Герой Советского Союза.
- Александр Орликов — советский офицер, участник Великой Отечественной войны, Герой Советского Союза.
- Моисей Северин (36) — участник Великой Отечественной войны, Герой Советского Союза.

## 3 марта
- Аврамеску, Георге (61) —  — румынский военный деятель, генерал армии, участник Первой и Второй мировой войны, командующий 4-й армии(1944—1945); погиб при невыясненных обстоятельствах
- Илья Егоров — участник Великой Отечественной войны, Герой Советского Союза.
- Александр Липатов (25) — участник Великой Отечественной войны, Герой Советского Союза.
- Василий Мележик — участник Великой Отечественной войны, Герой Советского Союза.
- Филипп Нижурин — участник Великой Отечественной войны, Герой Советского Союза.
- Афанасий Тимошенко (31) — участник Великой Отечественной войны, Герой Советского Союза.

## 4 марта
- Анташкевич, Фёдор Кузьмич — Герой Советского Союза.
- Бондарев, Иван Иванович — Герой Советского Союза.
- Гулькин, Иван Тихонович (21) — Герой Советского Союза.
- Довженко, Виктор Михайлович (25) — Герой Советского Союза.
- Шарипов, Исмат — Герой Советского Союза.

## 5 марта
- Агафонов, Валентин Александрович (20) наводчик орудия танка Т-34 47-й гвардейской танковой бригады 9-го гвардейского танкового корпуса 2-й гвардейской танковой армии 1-го Белорусского фронта, Герой Советского Союза (1945), гвардии старший сержант; скончался от ран, полученных в бою.
- Астафьев, Иван Михеевич (22) — Герой Советского Союза.
- Вэсей, Джордж (49) — генерал-майор австралийской армии.
- Заборьев, Степан Михайлович (23) — Герой Советского Союза.
- Зеленёв, Владимир Клавдиевич (22) — Герой Советского Союза.
- Конев, Павел Фёдорович (19) — Герой Советского Союза.
- Лихобабин, Николай Степанович (20) — Полный кавалер Ордена Славы.
- Моргунов, Родион Николаевич — генерал-лейтенант Рабоче-крестьянской Красной Армии, участник Гражданской, советско-финской и Великой Отечественной войн.
- Неживенко, Павел Гурьевич — Герой Советского Союза.
- Окороков, Матвей Петрович (29) — Герой Советского Союза.
- Шапкин, Николай Васильевич (21) — Герой Советского Союза.

## 6 марта
- Блажевич, Леонид Антонович (23) — полный кавалер Ордена Славы.
- Гальперин, Фальк — прозаик, переводчик, драматург. Писал на иврите и идише.
- Головачёв, Александр Алексеевич (35) — участник Великой Отечественной войны, Герой Советского Союза.
- Гончаров, Михаил Дмитриевич — генерал-майор танковых войск, заместитель командующего 2-й гвардейской танковой армией.
- Долгих, Пётр Николаевич (34) — участник Великой Отечественной войны, Герой Советского Союза.
- Иванченко, Андрей Фёдорович (40) — старший лейтенант Рабоче-крестьянской Красной Армии, участник Великой Отечественной войны, Герой Советского Союза.
- Касимов, Николай Ефимович — участник Великой Отечественной войны, Герой Советского Союза.
- Козлов, Иван Иванович — участник Великой Отечественной войны, Герой Советского Союза.
- Сабуров, Георгий Павлович (21) — участник Великой Отечественной войны, Герой Советского Союза.
- Тарасов, Константин Николаевич (25) — участник Великой Отечественной войны, Герой Советского Союза.
- Тарсуков, Иосиф Гаврилович — участник Великой Отечественной войны, Герой Советского Союза.
- Шишков, Вячеслав Яковлевич (71) — русский советский писатель.

## 7 марта
- Александрович, Хаим Моисеевич — журналист, участник революционного движения в Западной Белоруссии, партизанского движения на территории Минской области во время Второй мировой войны.
- Беглов, Валентин Алексеевич (22) — участник Великой Отечественной войны. Герой Советского Союза.
- Иванов, Владимир Александрович — Полный кавалер Ордена Славы.
- Киселёв, Иван Герасимович — участник Великой Отечественной войны. Герой Советского Союза.
- Косарев, Владимир Алексеевич (20) — участник Великой Отечественной войны. Герой Советского Союза.
- Смышляев, Афанасий Спиридонович — участник Великой Отечественной войны. Герой Советского Союза.
- Шалыгин, Сергей Андреевич (19) — участник Великой Отечественной войны. Герой Советского Союза.
- Щербаков, Павел Фёдорович (20) — участник Великой Отечественной войны. Герой Советского Союза.

## 8 марта
- Адамич, Карло (57) — словенский и хорватский композитор.
- Алексеенко, Мусий Петрович (73) — украинский бандурист и торбанист.
- Владимир Борсоев (38) — Герой Советского Союза.
- Николай Евсюков (23) — Герой Советского Союза.
- Иван Нелюбин (30) — Герой Советского Союза.
- Герман Одноценов (22) — Герой Советского Союза.
- Иван Олейников — Герой Советского Союза.
- Александр Паланский (25) — Герой Советского Союза.
- Александр Половинкин — Герой Советского Союза.
- Григорий Сенатосенко — Герой Советского Союза.

## 9 марта
- Александров, Геннадий Петрович (26) — механик-водитель танка Т-34 108-й танковой бригады (9-го танкового корпуса, 33-й армии, 1-го Белорусского фронта), старшина, Герой Советского Союза (1945, посмертно), погиб в бою.
- Зернов, Сергей Александрович — участник освобождения Беларуси от немецко-фашистских захватчиков в годы Великой Отечественной войны, командир зенитно-артиллерийского полка 2-го Белорусского фронта.
- Лазарев, Архип Алексеевич — Герой Советского Союза.
- Левицкий, Тимофей Яковлевич — Герой Советского Союза.
- Сугоняев, Александр Константинович — Герой Советского Союза.
- Чапичев, Яков Иегудович — Герой Советского Союза.

## 10 марта
- Клименко, Кондрат Гаврилович (31) — майор Рабоче-крестьянской Красной Армии, участник Великой Отечественной войны, Герой Советского Союза.
- Костров, Борис Алексеевич — русский советский поэт, участник Великой Отечественной войны.
- Марчуков, Николай Миронович (22) — участник Великой Отечественной войны, Герой Советского Союза.
- Матвеев, Павел Яковлевич (30) — участник Великой Отечественной войны, Герой Советского Союза.
- Рыбаков, Алексей Филиппович (34) — участник Великой Отечественной войны, Герой Советского Союза.
- Сизов, Борис Иванович (23) — участник Великой Отечественной войны, Герой Советского Союза.
- Смирнов, Николай Алексеевич — участник Великой Отечественной войны, полный кавалер ордена Славы.
- Сутормин, Георгий Алексеевич (28) — участник Великой Отечественной войны, Герой Советского Союза.
- Филиппов, Георгий Иванович — участник Великой Отечественной войны, Герой Советского Союза.
- Хатисов, Александр Иванович (71) — российский политический деятель.

## 11 марта
- Голуб, Семён Тимофеевич (28) — капитан Рабоче-крестьянской Красной Армии, участник советско-финской и Великой Отечественной войн, Герой Советского Союза.
- Дмитриевский, Борис Николаевич (22) — Герой Советского Союза.
- Имамутдинов, Магсум Имамутдинович — Герой Советского Союза.
- Пахомов, Дмитрий Фёдорович — Герой Советского Союза.
- Хабиев, Вильдан Саидович (20) — Герой Советского Союза.
- Хайдаров, Бакит Хайдарович — полный кавалер ордена Славы.

## 12 марта
- Баев, Владимир Андреевич (20) — Полный кавалер ордена Славы.
- Белодедов, Александр Иванович (24) — Герой Советского Союза.
- Лобода, Василий Яковлевич (20) — Полный кавалер ордена Славы.
- Папин, Павел Андреевич — Герой Советского Союза.
- Чурсин, Михаил Савельевич (22) — Герой Советского Союза.

## 13 марта
- Артюхов, Пётр Дмитриевич — командир отделения гвардии сержант, повторил подвиг Александра Матросова.
- Зубков, Александр Владимирович — Герой Советского Союза.
- Кадыров, Очил — Герой Советского Союза.
- Ситдиков, Касим Хасанович (32) — Герой Советского Союза.
- Стойчев, Илия (42) — советский и болгарский военнослужащий.
- Чернов, Василий Иванович (30) — Герой Советского Союза.

## 14 марта
- Александр Гранач (54) — актёр.
- Фёдор Лидваль (74) — российский и шведский архитектор шведского подданства и происхождения.
- Анатолий Пантелькин (25) — Герой Советского Союза.
- Дмитрий Покрамович (23) — Герой Советского Союза.
- Александр Рязанцев (40) — Герой Советского Союза.

## 15 марта
- Гизатуллин, Абдулла Губайдуллович (40) — Герой Советского Союза.
- Гук, Леонид Платонович (19) — Полный кавалер ордена Славы.
- Зимин, Виктор Васильевич — Полный кавалер ордена Славы.
- Уманский, Фёдор Гаврилович (26) — Герой Советского Союза.
- Шикунов, Фёдор Иванович (23) — Герой Советского Союза.

## 16 марта
- Иван Ладушкин (22) — Герой Советского Союза.
- Иван Медведь (26) — Герой Советского Союза.

## 17 марта
- Безруков, Николай Григорьевич (26) — Герой Советского Союза.
- Ковалёв, Николай Кузьмич — Герой Советского Союза.
- Корнилов, Михаил Дмитриевич (22) — Герой Советского Союза.
- Орёл, Степан Фёдорович — Герой Советского Союза.
- Русских, Афанасий Афанасьевич (21) — Герой Советского Союза.
- Целак, Михаил Михайлович (22) — Герой Советского Союза.
- Чернов, Виктор Георгиевич (45) — Герой Советского Союза.

## 18 марта
- Абдуль, Тейфук Амитович — командир 2-го стрелкового батальона 175-го гвардейского стрелкового полка 58-й гвардейской стрелковой дивизии 57-й армии Степного фронта, Герой Советского Союза (1943), погиб бою.
- Муса Баймуханов (34) — Герой Советского Союза.
- Прокопий Галушин (19) — Герой Советского Союза.
- Михаил Григорьев (32) — Герой Советского Союза.
- Пётр Грустнев (23) — Герой Советского Союза.
- Пётр Козаченко (30) — Герой Советского Союза.
- Якоб Кундер (23) — Герой Советского Союза.
- Иван Ландышев (20) — Герой Советского Союза.
- Иван Маслаков (24) — Герой Советского Союза.
- Василий Нелюбов (30) — Герой Советского Союза.
- Александр Покликушкин (31) — Герой Советского Союза.
- Григорий Полуянов (22) — Герой Советского Союза.
- Иван Рева (21) — Герой Советского Союза.
- Василий Сергиенко — Герой Советского Союза.
- Александр Соломатин (22) — Герой Советского Союза.

## 19 марта
- Аугсбергер, Франц (39) — бригадефюрер СС и генерал-майор войск СС.
- Багаутдинов, Гильми Аблязович (30) — участник Великой Отечественной войны. Герой Советского Союза.
- Боридько, Фёдор Петрович (31) — участник Великой Отечественной войны. Герой Советского Союза.
- Вациетис, Мартиньш (72) — генерал латвийской армии.
- Денисов, Сергей Евдокимович — участник Великой Отечественной войны. Герой Советского Союза.
- Зыков, Иван Иванович (48) — советский военный, аэронавт и стратонавт.
- Иванов, Евгений Нилович (24) — участник Великой Отечественной войны. Герой Советского Союза.
- Лысенков, Алексей Максимович (23) — участник Великой Отечественной войны. Герой Советского Союза.
- Меркулов, Василий Александрович (32) — участник Великой Отечественной войны. Герой Российской Федерации.
- Мурашов, Павел Романович (20) — участник Великой Отечественной войны. Герой Советского Союза.
- Орлов, Василий Фёдорович (29) — участник Великой Отечественной войны. Герой Советского Союза.
- Рензаев, Алексей Иванович — участник Великой Отечественной войны. Герой Советского Союза.

## 20 марта
- Евгений Бойцов (26) — Герой Советского Союза.
- Михаил Василишин (34) — воин-пулемётчик Великой Отечественной войны, гвардии красноармеец 5-й гвардейской армии, Герой Украины (2006, посмертно).
- Виктор Гомзин (26) — Герой Советского Союза.
- Альфред Дуглас (74) — британский поэт и переводчик, наиболее известен как близкий друг и любовник Оскара Уайлда; остановка сердца.
- Александр Мастерков (23) — Герой Советского Союза.
- Фёдор Тимошенко (29) — Герой Советского Союза.

## 21 марта
- Дойчев, Вадим Пантелеймонович (21) — участник Великой Отечественной войны, Герой Советского Союза.
- Макаров, Пётр Антонович(21) — полный кавалер, награждённый четырьмя орденами Славы.
- Моисеев, Иван Григорьевич — младший сержант Рабоче-крестьянской Красной Армии, участник Великой Отечественной войны, Герой Советского Союза.
- Перес, Виктор Янг (33) — тунисский боксёр-профессионал, выступавший в наилегчайшей (Flyweight) весовой категории, чемпион мира по версии ВБА (WBA); застрелен.

## 22 марта
- Бейт-Цури, Элияху — член еврейской подпольной организации «ЛЕХИ», один из убийц британского политика, министра по делам Ближнего Востока Уолтера Эдварда Гиннесса.
- Головченко, Владимир Терентьевич (23) — участник Великой Отечественной войны, Герой Советского Союза.
- Грибов, Пётр Иванович (42) — участник Великой Отечественной войны, Герой Советского Союза.
- Дейнекин, Павел Иванович (26) — участник Великой Отечественной войны, Герой Советского Союза.
- Довгополый, Савелий Денисович (38) — старший сержант Рабоче-крестьянской Красной Армии, участник Великой Отечественной войны, Герой Советского Союза.
- Кавилья, Энрико — итальянский военный и государственный деятель. Маршал Италии.
- Сорокин, Георгий Александрович (20) — участник Великой Отечественной войны, Герой Советского Союза.
- Хаким, Элияху — член еврейской подпольной организации «Лехи», убивший британского министра по делам Ближнего Востока Уолтера Эдварда Гиннесса.
- Фролов, Никита Васильевич — Полный кавалер ордена Славы.
- Шор, Аарон Шауль (80) — израильский художник.

## 23 марта
- Головач, Яков Павлович (21) — Герой Советского Союза.
- Гусев, Иван Петрович (24) — Герой Советского Союза.
- Зверев, Василий Владимирович (29) — Герой Советского Союза.
- Кирьяков, Василий Фёдорович (29) — Герой Советского Союза.
- Шишунов, Иван Алексеевич (20) — Герой Советского Союза.
- Ястребов, Василий Петрович (37) — Герой Советского Союза.

## 24 марта
- Радченко, Иван Фёдорович (20) — Полный кавалер Ордена Славы.
- Селиванов, Евграф Иосифович (33) — Герой Советского Союза.
- Тарасов, Евгений Петрович — Герой Советского Союза.
- Удовиченко, Иван Максимович (22) — Герой Советского Союза.

## 25 марта
- Александр Фридрих Гессен-Кассельский — немецкий принц, глава Гессенского дома и титулярный ландграф Гессенский (1888—1925)
- Брандштеттер, Йозеф (53) — австрийский футболист, игравший на позиции полузащитника.
- Калленбах, Герман (74) — южноафриканский архитектор.
- Кива, Алексей Минович (30) — Герой Советского Союза.
- Свидинский, Владимир Иванович — советский офицер, Герой Советского Союза.
- Тупицын, Иван Никитович (29) — Герой Советского Союза.
- Хазипов, Назип Хазипович (21) — Герой Советского Союза.

## 26 марта
- Артамонов, Николай Семёнович (24) — Герой Советского Союза.
- Богданчук, Иван Климентьевич — советский разведчик, гвардии старшина. Полный кавалер ордена Славы.
- Кожин, Павел Петрович — Герой Советского Союза.
- Ллойд Джордж, Дэвид (82) — британский политический деятель, последний премьер-министр Великобритании от Либеральной партии.
- Рахимов, Сабир Умарович (43) — Герой Советского Союза.
- Савельев, Иван Антонович (21) — Герой Советского Союза.
- Шапошников, Борис Михайлович (62) — Маршал Советского Союза (1940).

## 27 марта
- Амиэль, Моше Авигдор (62) — раввин, общественный деятель, писатель, идеолог религиозного сионизма. Главный раввин Антверпена (1920—1946), главный раввин Тель-Авива с 1936 года.
- Зигуненко, Илья Ефимович (24) — Герой Советского Союза.
- Касаткин, Николай Яковлевич (20) — Герой Советского Союза.
- Кречетов, Андрей Дмитриевич — Герой Советского Союза.
- Сидоренко, Марк Лукьянович (29) — Герой Советского Союза.
- Узких, Николай Артемьевич — Полный кавалер ордена Славы.
- Чередниченко, Иван Антонович (34) — Герой Советского Союза.

## 28 марта
- Аболихин, Алексей Тимофеевич (26) — старший лейтенант, командир взвода, Герой Советского Союза (1945); погиб на фронте.
- Бабич, Андрей Фёдорович (32) — полный кавалер ордена Славы.
- Варакин, Николай Григорьевич — Герой Советского Союза.
- Васильев, Владимир Андреевич — Герой Советского Союза.
- Головин, Василий Степанович (41) — Герой Советского Союза.
- Деженин, Пётр Сергеевич (33) — Герой Советского Союза.
- Киргизов, Степан Григорьевич — Герой Советского Союза.
- Куценко, Иван Иванович — Герой Советского Союза.
- Новиков, Василий Сергеевич (31) — Герой Советского Союза.
- Савченко, Василий Прокофьевич — Закрыл своим телом амбразуру пулемёта.
- Харчин, Иван Гаврилович (29) — Герой Советского Союза.

## 29 марта
- Амвросов, Иван Прокопьевич (35) — советский офицер, командир 72-й Краснознамённой горнострелковой бригады 126-го легкого горно-стрелкового корпуса 38-й армии 4-го Украинского фронта, полковник Герой Советского Союза (1945, посмертно); погиб на фронте от взрыва снаряда.
- Григорий Геврик (19) — Герой Советского Союза.
- Виктор Никитин (21) — Герой Советского Союза.

## 30 марта
- Илья Грель (42) — Герой Советского Союза.
- Михаил Кильдяков (30) — Герой Советского Союза.
- Николай Кучеренко (38) — Герой Советского Союза.
- Андрей Петриченко (23) — Герой Советского Союза.
- Дмитрий Потапов (20) — Герой Советского Союза.

## 31 марта
- Дьячков, Александр Алексеевич — Герой Советского Союза.
- Коротков, Константин Александрович (25) — Герой Советского Союза.
- Мазель, Исаак Яковлевич (33) — советский шахматист, мастер спорта СССР. Автор ряда шахматных задач и этюдов.
- Мать Мария (Елизавета Кузьмина-Караваева) (53) — монахиня русского происхождения, святая, поэтесса, мемуаристка, деятель французского Сопротивления; погибла в газовой камере.
- Моксин, Пётр Васильевич (24) — Герой Советского Союза.
- Трактаев, Егор Иванович (33) — Герой Советского Союза.